# Sarah Stewart
Sarah Elizabeth Stewart (Tecalitlán, 16 de agosto de 1905-New Smyrna Beach, 27 de noviembre de 1976) fue una viróloga mexicano-estadounidense pionera en la investigación sobre los poliomavirus junto con Bernice Eddy.

## Biografía
Nació el 16 de agosto de 1905 en Tecalitlán (Jalisco), de padre estadounidense y madre mexicana. Tenía cinco años cuando su familia volvió a los Estados Unidos, aunque siguió hablando español con fluidez. Se graduó en la Universidad Estatal de Nuevo México en 1927 y obtuvo una maestría universitaria en ciencias (MS) en microbiología por la Universidad de Massachusetts Amherst en 1930. Trabajó para los Institutos Nacionales de Salud (NIH) durante el período entre 1935 y 1944, en el que escribió siete trabajos sobre bacterias anaerobias y completó, en 1939, su doctorado en la Universidad de Chicago.
Cuando, en 1944, Stewart solicitó apoyo para investigar acerca de la relación entre tumores y virus, los directores del laboratorio de microbiología del NIH y del Instituto Nacional del Cáncer (NCI) lo rechazaron basándose en que tenía una supuesta falta de cualificación y en que la propuesta era dudosa. Por ello, renunció y pasó a la Georgetown University School of Medicine como instructora de bacteriología; con el tiempo se convirtió, además, en la primera mujer graduada en esta institución después de que las permitieran matricularse, antes de ello asistía como oyente a las clases.
Sus descubrimientos en oncología viral se dieron cuando volvió al NCI en 1951. En ese año, Ludwig Gross describió que podía transmitirse la leucemia entre ratones recién nacidos usando un extracto libre de células y, en 1953, reportó tumores en las glándulas parótidas con el mismo método. Aunque Stewart confirmó estos hallazgos también en 1953, la comunidad científica no reconoció a los virus como una posible causa de cáncer en los mamíferos. La hipótesis solo atrajo interés cuando Stewart y Bernice Eddy demostraron en 1957 que se cumplían los postulados de Koch. Las dos científicas continuaron investigando las características del agente infeccioso, al que no se refirieron como un virus hasta 1959. Le dieron el nombre de poliomavirus SE (por Stewart-Eddy), aunque en la actualidad es conocido como poliomavirus murino. Demostraron que podía causar unos veinte tumores en ratones y también en otros pequeños mamíferos, además de que producía muerte celular, síntesis de anticuerpos —desarrollaran o no tumores los animales infectados— proliferación en cultivos celulares y que era altamente antigénico. La revista Time publicó un reportaje sobre las investigaciones de Stewart y Eddy en 1959.
Stewart llegó a ser directora médica del laboratorio de oncología del NCI y pasó el resto de su vida estudiando otros virus oncogénicos como el de Epstein-Barr. Le fue concedido el Federal Women’s Award en 1965, otorgado por el presidente Lyndon Johnson. Se retiró del Servicio de Sanidad Pública en 1970 para ser profesora de patología en la Universidad de Georgetown. Falleció a causa de un cáncer de estómago en New Smyrna Beach (Florida) el 27 de noviembre de 1976.